# Chone princei
Chone princei är en ringmaskart som beskrevs av McIntosh 1916. Chone princei ingår i släktet Chone och familjen Sabellidae. Inga underarter finns listade i Catalogue of Life.